# チャド・ハフマン
- チャッド・ハフマン

チャド・ダニエル・ハフマン（Chad Daniel Huffman, 1985年4月29日 - ）は、アメリカ合衆国・テキサス州ヒューストン出身の元プロ野球選手（外野手、一塁手）。右投右打。

## 経歴

### プロ入り前
8歳年上の兄の影響で野球を始める。エルキンズ高等学校時代にはジェームズ・ローニーとチームメイトだった。テキサスクリスチャン大学では、フットボールと野球を両立し、2004年と2005年にアメリカの大学野球選手権に出場するなど活躍した。
なお、同大学では、ハフマンの父親と兄もフットボールと野球をしていた。

### プロ入りとパドレス傘下時代
2006年のMLBドラフト2巡目（全体53位）でサンディエゴ・パドレスから指名され、6月23日に契約。その後はマイナーで着実にキャリアを積み上げ、2009年にAAA級の本塁打競争で優勝するなど活躍。
2010年にDFAとなり、ウェイバーにかけられた。

### ヤンキース時代
2010年4月7日にニューヨーク・ヤンキースと契約する。6月13日にメジャー昇格を果たし、同日のヒューストン・アストロズ戦でメジャー初安打も記録した。9月15日にヤンキースをDFAとなった。

### インディアンス傘下時代
2010年9月17日にウェイバーでクリーブランド・インディアンスと契約。
2011年と2012年は傘下のAAA級コロンバス・クリッパーズでプレーしたが、メジャー昇格には至らなかった。11月3日にFAとなった。

### カージナルス傘下時代
2013年2月11日にセントルイス・カージナルスと契約。傘下のAAA級メンフィス・レッドバーズに配属された。シーズン終了後の11月5日にFAとなった。

### ロッテ時代
その後、過去千葉ロッテに所属していたデリック・メイからの勧めもあり、千葉ロッテマリーンズの入団テストを兼ねて、千葉県鴨川市で行われた秋季キャンプに参加。チーム紅白戦では「1番・右翼手」で出場すると、4打数2安打1盗塁という成績でアピールし、入団テストに合格。11月21日、獲得が発表された。
2014年1月31日、春季キャンプが行われる沖縄県石垣島にて入団会見が行われ、「一日一日が大切。しっかり練習してベストを尽くしたい」と抱負を述べた。年俸15万ドルプラス出来高払い（推定）の1年契約で、背番号は「56」に決まった。登録名は｢チャッド・ハフマン｣。3月28日の福岡ソフトバンクホークス1回戦（福岡ヤフオク!ドーム）で「6番・左翼手」で先発出場した。その後不振もあり、二軍降格となるが、一軍復帰後の6月23日の東京ヤクルトスワローズ戦で3回に松岡健一から来日第１号の満塁本塁打を放つ。しかし、レギュラーで出場することなく同年は69試合で4本塁打、打率.270の成績で終わった。12月2日、自由契約公示された。
2015年1月13日に再契約されたが、外国人枠の関係もあり、一軍では6試合に出場して1安打しか打てず、10月21日に来季の契約を更新しない事が球団から発表された。。

### ロッテ退団後
2015年12月30日にデトロイト・タイガースがハフマンとマイナー契約の締結で合意したことを発表した。
2016年はAAA級トレド・マッドヘンズに所属したがメジャー昇格はなく、11月7日にFAとなった。11月18日にカージナルスとマイナー契約を結んだ。
2017年は開幕をAAA級メンフィスで迎え、6月7日にメジャー契約を結んでアクティブ・ロースター入りした。7月25日に40人枠から外れる形でAAA級メンフィスに降格し、翌26日に自由契約となった。7月27日にワシントン・ナショナルズとマイナー契約を結び、傘下のAAA級シラキュース・チーフスに配属された。オフの11月6日にFAとなった。11月25日にデトロイト・タイガースとマイナー契約を結んだ。
2018年オフに自由契約となった。

## 選手としての特徴
右の中・長距離打者。主に左翼手と右翼手を守り、堅実な外野守備を見せる。気迫を全面に押し出す全力プレーと、明るい性格でチームを盛り立てる選手である。

## 人物
愛称は「ハフィー」。
父親はテキサスクリスチャン大学で学生フットボール選手だったロイス・ハフマン。また、ロイス・ジュニア、スコットという2人の兄がいる。8歳年上の長兄ロイス・ジュニアもテキサスクリスチャン大学でフットボールと野球を両立しており、ハフマンが野球を始めるきっかけとなった。ロイス・ジュニアは、主にアストロズのマイナーリーグで内野手（主に一塁手）として11年間プレーした。
少年時代、メジャーリーガーにサインを断られた経験があり、自分が選手となってからは、いかなる状況でもファンのサインに応じている。
- - ロッテ時代の応援歌の原曲は「荒野の砂塵」。2023年にはグレゴリー・ポランコの応援歌として流用された。

2014年1月27日、日本に向かう飛行機で当時埼玉西武ライオンズ投手のランディ・ウィリアムスと偶然座席が隣同士となった。

## 詳細情報

### 年度別打撃成績
| 年 度    | 球 団    | 試 合 | 打 席 | 打 数 | 得 点 | 安 打 | 二 塁 打 | 三 塁 打 | 本 塁 打 | 塁 打 | 打 点 | 盗 塁 | 盗 塁 死 | 犠 打 | 犠 飛 | 四 球 | 敬 遠 | 死 球 | 三 振 | 併 殺 打 | 打 率 | 出 塁 率 | 長 打 率 | O P S |
| -------- | -------- | ----- | ----- | ----- | ----- | ----- | -------- | -------- | -------- | ----- | ----- | ----- | -------- | ----- | ----- | ----- | ----- | ----- | ----- | -------- | ----- | -------- | -------- | ----- |
| 2010     | NYY      | 9     | 21    | 18    | 1     | 3     | 0        | 0        | 0        | 3     | 2     | 0     | 0        | 0     | 0     | 2     | 0     | 1     | 5     | 1        | .167  | .286     | .167     | .452  |
| 2014     | ロッテ   | 67    | 210   | 185   | 23    | 50    | 20       | 0        | 4        | 82    | 28    | 0     | 1        | 1     | 0     | 20    | 0     | 4     | 51    | 1        | .270  | .354     | .443     | .797  |
| 2015     | ロッテ   | 6     | 13    | 11    | 0     | 1     | 0        | 0        | 0        | 1     | 0     | 0     | 0        | 0     | 0     | 2     | 0     | 0     | 4     | 0        | .091  | .231     | .091     | .322  |
| 2017     | STL      | 12    | 15    | 14    | 3     | 4     | 0        | 1        | 0        | 6     | 0     | 0     | 0        | 0     | 0     | 1     | 0     | 0     | 6     | 0        | .286  | .333     | .429     | .762  |
| MLB：2年 | MLB：2年 | 21    | 36    | 32    | 4     | 7     | 0        | 1        | 0        | 9     | 2     | 0     | 0        | 0     | 0     | 3     | 0     | 1     | 11    | 1        | .219  | .306     | .281     | .587  |
| NPB：2年 | NPB：2年 | 73    | 223   | 196   | 23    | 51    | 20       | 0        | 4        | 83    | 28    | 0     | 1        | 1     | 0     | 22    | 0     | 4     | 55    | 1        | .260  | .347     | .423     | .770  |

- 2018年度シーズン終了時

### 記録
NPB
- 初出場・初先発出場：2014年3月28日、対福岡ソフトバンクホークス1回戦（福岡ヤフオク!ドーム）、6番・左翼手で先発出場
- 初打席：同上、2回表に攝津正から四球
- 初安打：2014年4月12日、対東北楽天ゴールデンイーグルス2回戦（QVCマリンフィールド）、1回裏に塩見貴洋から左前二塁打
- 初打点：同上、7回裏に武藤好貴から右中間2点適時二塁打
- 初本塁打：2014年6月23日、対東京ヤクルトスワローズ3回戦（明治神宮野球場）、3回表に松岡健一から左越満塁本塁打

### 背番号
- 22（2010年）
- 56（2014年 - 2015年）
- 65（2017年）